# 赫尔曼斯阿克
赫尔曼斯阿克（德語：Herrmannsacker，發音：[ˈhɛʁmansˌʔakɐ]）是德国图林根州诺德豪森县曾经的一个市镇，面积19.14平方千米，2016年12月31日人口为344人。2018年7月6日，赫尔曼斯阿克与另外2个市镇并入市镇哈茨托尔。